# 青葉高
青葉 高（あおば たかし、1916年5月18日 - 1999年1月31日）は、農学博士。専攻は蔬菜園芸学。在来作物研究の先駆者であり、「在来野菜は生きた文化財」ということを訴えていた。

## 来歴
埼玉県浦和町（現さいたま市）生まれ。1937年千葉高等園芸学校卒業。1963年「タマネギの球形成および休眠に関する研究」で京都大学農学博士。山形大学農学部助手、講師、助教授、1964年教授、1976年千葉大学園芸学部教授。1982年定年退官。1985-88年国立歴史民俗博物館研究協力者委嘱。1976年「球根作物の球形成に及ぼす温度の影響」で園芸学会賞学術賞受賞。1989年勲三等旭日中綬章受章。1999年、死去。

## 著書

### 単著
- 『北国の野菜風土誌』東北出版企画 1976年
- 『野菜一在来品種の系譜』（ものと人間の文化史）法政大学出版局 1981年
- 『日本の野菜一果菜類・ネギ類』（植物と文化双書）八坂書房 1982年
- 『日本の野菜一葉菜類・根菜類』（植物と文化双書）八坂書房 1983年
- 『野菜の博物学』（ブルーバックス）講談社 1989年
- 『野菜の日本史〈青葉高著作選2〉』八坂書房 1991年
- 『野菜の博物誌〈青葉高著作選3〉』八坂書房 2000年
- 『日本の野菜文化史事典』八坂書房 2013年

### 共著
- 『菜果春秋一野菜・果物』（食の昭和史5）平山莞二共著 日本経済評論社 1988年